# Лазарев, Иван Александрович
Иван Александрович Лазарев (1918—1944) — майор Рабоче-крестьянской Красной Армии, участник Великой Отечественной войны, Герой Советского Союза (1944).

## Биография
Иван Лазарев родился 9 сентября 1918 года в селе Средняя Камышинка (ныне — Камышинский район Волгоградской области). После окончания гидромелиоративного техникума работал в отделе ирригации и мелиорации Наркомзёма Калмыцкой АССР. В августе 1938 года Лазарев поступил в Балашовскую школу лётчиков Гражданского воздушного флота, однако год спустя эта школа была преобразована в военную. В 1940 году Лазарев окончил её, после чего остался в ней лётчиком-инструктором. С августа 1942 года — на фронтах Великой Отечественной войны. Участвовал в Сталинградской битве.
К октябрю 1944 года гвардии капитан Иван Лазарев был заместителем командира эскадрильи 13-го гвардейского авиаполка 4-й гвардейской авиадивизии 4-го гвардейского авиакорпуса АДД СССР. К тому времени он совершил 228 боевых вылетов на бомбардировку скоплений боевой техники и живой силы противника, его важных объектов в глубоком тылу. В бою под Будапештом он лично сбил 3 вражеских самолёта, но и сам был подбит и вынужденно выпрыгнул с парашютом, после чего вернулся в расположение своей части.
Указом Президиума Верховного Совета СССР от 5 ноября 1944 года за «проявленные мужество, самоотверженность и высокую эффективность применения боевого оружия» гвардии капитан Иван Лазарев был удостоен высокого звания Героя Советского Союза с вручением ордена Ленина и медали «Золотая Звезда» за номером 5125.
23 декабря 1944 года над городом Дьёр самолёт Лазарева был сбит. Лётчик дал возможность выпрыгнуть с парашютами экипажу, но сам при этом погиб.
Был награждён двумя орденами Ленина, двумя орденами Красного Знамени, рядом медалей. Навечно зачислен в списки личного состава воинской части.
В честь Лазарева названы улицы в Иванове и Камышине, установлен бюсты в Искитиме и Камышине.